# برايت لايت برايت لايت
برايت لايت برايت لايت (بالإنجليزية: Bright Light Bright Light) هو كاتب أغاني ومغني بريطاني، ولد في 1982 في نيث ‏ في المملكة المتحدة.

## وصلات خارجية
- برايت لايت برايت لايت على موقع ميوزك برينز (الإنجليزية)
- برايت لايت برايت لايت على موقع ديسكوغز (الإنجليزية)